# Escudo del Putumayo
El Escudo del Putumayo es el principal emblema y uno de los símbolos oficiales del departamento colombiano del Putumayo. Su autoría es del cultor Luis Parménides Guerrero Caicedo, quien creó una obra conformada con elementos propios de la región. Fue adoptado por medio de la ordenanza n.º 534 del 30 de noviembre del 2007.

## Diseño y significado de los elementos
Por medio de dicha ordenanza se da una descripción del escudo y su blasonamiento, junto con los correspondientes significados de sus elementos:
- Forma: El escudo es de forma circular, sobre una guirnalda de heliconias silvestres que caen en las laterales a manera de lambrequines, los cuales enmarcan el escudo. Ostenta la belleza de la flora amazónica que cubre el departamento.

- Piezas Honorables: Sobre el campo azul cielo, se destaca la silueta del mapa del departamento, en color verde. Sobre este se ubican tres estrellas de color oro en forma ascendente y creciente, en memoria del proceso político administrativo del Putumayo, a saber: la Comisaría, la Intendencia y el Departamento.

- Cimera: En la cimera o parte alta, una corona de plumas, llajtu ceremonial indígena, como símbolo de autoridad y sabiduría del hombre putumayense. Los tres plumones que sobresalen de la corona, simbolizan las tres fronteras que convergen en el Putumayo: Colombia, Ecuador y Perú.

- Soportes y Armería: En la base, sirven de soportes dos lanzas (armas primitivas) como emblemas de defensa y vigilancia de nuestro suelo, sus riquezas naturales, sus tradiciones y costumbres ancestrales que conforman nuestro Patrimonio Cultural.

- Lema o Divisa: En la misma base, se despliega una cinta dorada, flotante, en donde se lee el lema “PUTUMAYO PARAISO ENCANTADOR”.